# ادعا های طول عمر
این فهرست شامل کسانی است که ادعا‌های فرا‌طبیعی برای عمر خود دارند.جالب است بدانید که خیلی از این انسان‌ها با مدارک کامل صحت ادعای خود را تائید کرده‌اند.

## فهرست
برترین

†^  ۱۳ مارس ۲۰۲۵ .

"

| رتبه | نام                       | جنسیت | طول عمر  | قد    | پیشه، شغل                                             | ملیت             |
| ---- | ------------------------- | ----- | -------- | ----- | ----------------------------------------------------- | ---------------- |
| ۱    | یو کویدا                  | مرد   | ۱۱۱۳ سال | ۲.۲۲m | راهب، عطار، معجزه‌گر                                   | قزاقستان         |
| ۲    | لی چینگ یون               | مرد   | ۲۵۶ سال  | ۲.۱۳m | پزشک،عطار،گیاه‌شناس،استاد هنر های رزمی،نویسنده،فرمانده | چین              |
| ۳    | علی صالحی کوتاهی          | مرد   | ۱۹۳ سال  | ۲.۱۱m | عطار، پزشک، گیاه‌شناس، مزرعه‌دار                        | ایران            |
| ۴    | شیرعلی مسلم‌اف             | مرد   | ۱۶۸ سال  | ۱.۸۸m | چوپان، مزرعه‌دار                                       | امپراتوری روسیه  |
| ۵    | زارو آقا                  | مرد   | ۱۵۷ سال  | ۱.۸۴m | بار‌‌بر، نگهبان، رزمنده                                 | ترکیه            |
| ۶    | اولد تام پار              | مرد   | ۱۵۲ سال  | ۲.۰۴m | سرباز، فرمانده                                        | انگلستان         |
| ۷    | محمود باگیر اوغلو ایوازوف | مرد   | ۱۵۰ سال  | ۱.۹۵m | کارشناس کشاورزی                                       | جمهوری آذربایجان |
| ۸    | مباه گوتو                 | مرد   | ۱۴۷ سال  | ۱.۵m  | ماهیگیر، کشاورز                                       | اندونزی          |
| ۹    | گلی پاپی                  | زن    | ۱۴۱ سال  | ۱.۸m  | مزرعه‌دار، کشاورز، مدیر امور اجتماعی                   | ایران            |
| ۱۰   | حبیب میان                 | مرد   | ۱۳۸ سال  | ۱.۶۶m | فرمانده ارتش                                          | هند              |